# WikiMapia
Wikimapia, er et onlinekort fra Google Maps med et wikisystem, som tillader brugerne at lægge information  på steder eller regioner på hele jorden.
Wikimapia blev skabt af  russerne Alexandre Koriakine og Jevgenij Savelijev, og webstedet kom i funktion  24. maj 2006 under titlen Let's describe the whole world (engelsk for "Lad os beskrive hele verden"). Selv om man ikke behøver at oprette en konto for at lægge noget op, er der  cirka 1.500.000 registrerede brugere fra hele verden, og cirka 20.000.000 markerede steder.
Wikimapia har intet med Wikipedia at gøre. 